# Perry Mason e il marito introvabile
Perry Mason e il marito introvabile (The Case of the Haunted Husband) è un romanzo giallo del 1941 scritto da Erle Stanley Gardner e appartenente alla serie con protagonista l'avvocato Perry Mason.

## Trama
Stephanie Olger, per sfuggire ad una vita tutta impostata dall'apprensivo e ricchissimo zio (che le ha persino scelto un corteggiatore), decide di inseguire la fortuna nel cinema a Los Angeles. Nella sua fuga, accetta un passaggio da un giovane sconosciuto in smoking che guida una lussuosissima automobile. Il giovane però sembra pretendere una ricompensa per il favore, e per di più continua a bere molto nonostante sia alla guida; Stephanie inizialmente beve un sorso per accontentarlo, quando però la situazione si fa pesante prova a ribellarsi: il risultato è che la macchina finisce fuori strada. Al risveglio in ospedale Stephanie fa una doppia scoperta amara: nell'incidente sono morte delle persone innocenti...e quel che è peggio, il giovanotto è scomparso, e la colpa ricade quindi su di lei!
Fortunatamente, accorre in suo aiuto il celebre avvocato Perry Mason, che inizia a indagare a partire dalla macchina: appartiene al potente produttore cinematografico Julius Homan, che però sostiene gli sia stata rubata. Dice la verità o c'entra qualcosa con la vicenda? E soprattutto, come si collega l'incidente di Stephanie ad una moglie apprensiva, Louise Warfield, alla disperata ricerca del proprio "marito introvabile" ormai da mesi? 
Due misteri potrebbero sembrare troppi per chiunque...ma non per Perry Mason!

## Personaggi
- Perry Mason, avvocato
- Della Street, la sua segretaria
- Paul Drake, investigatore privato e collaboratore di Mason
- Arthur Tragg, tenente della Squadra Omicidi
- Stephanie Claire Olger, una ragazza avventurosa
- Orthensie Zitkousky, amica di Stephanie
- Julius Homan, produttore cinematografico
- Horace Homan, suo fratello
- Pace Greeley, agente di cambio
- Daphne Greeley, sua moglie
- Louise Warfield, moglie preoccupata
- Spinney, losco individuo

## Edizioni italiane
- Perry Mason e il marito introvabile, I Libri Gialli, Arnoldo Mondadori Editore, agosto 1946.
- Perry Mason e il marito introvabile, traduzione di Alberto Tedeschi, I classici del Giallo Mondadori, Arnoldo Mondadori Editore, novembre 1970 e aprile 2008.